# Aleksander Rubjuk
Aleksander Rubjuk – estoński bokser, medalista zdobywca złotego medalu na mistrzostwach Unii Europejskiej w 2006 roku.
W latach 2002–2006 był amatorskim mistrzem Estonii w kategorii do 75 kg.